# Komlós András (színművész)
Komlós András (Pécs, 1922. január 19. – Budapest, 2000. szeptember 26.) magyar színművész. Komlós Vilmos és Pintér Irma színművészek gyermeke. Testvére Komlós Juci, a Nemzet Színésze.

## Élete
1941-ben végezte el Rózsahegyi Kálmán színészképzőjét. Karrierje a budapesti Madách Színházban kezdődött, majd 1945-1946 között a Pódium Kabaré, aztán 1954-ig a Miskolci Nemzeti Színház, a debreceni Csokonai Színház, az Állami Faluszínház és a Pécsi Nemzeti Színház tagja volt. 1954-től a Vidám Színpad társulatához szerződött, elsősorban kabarékban és vígjátékokban játszott karakterszerepeket. Később gyakran szinkronizált is, jellegzetes hangját főleg idős színészeknek kölcsönözte.
Édesapja: Komlós Vilmos, nővére: Komlós Juci.

## Színházi szerepei
A Színházi adattárban regisztrált bemutatóinak száma: 84. Ugyanitt egy színházi fotón is látható.
- (Schaunard a zenész (Puccini: Bohémélet)
- Árpád (Zilahy Lajos: Fatornyok)
- Szűcs úr (Szakonyi Károly: Adáshiba)
- Bakter (Vaszary Gábor: Az ördög nem alszik)
- Belusz Zsigmond (Sándor Kálmán: A harag napja)
- Jakab (Molière: A fösvény)
- Újságíró (Nagy Endre A miniszterelnök)
- Lukáts (Zágon István Hyppolyt, a lakáj)
- Olcsvay (Molnár Ferenc Naftalin)
- 2. kuglis (Eisemann Mihály Fiatalság, bolondság)

## Filmjei

### Játékfilmek
- Mesél a film (1946)
- Két félidő a pokolban (1961)
- Mici néni két élete (1962)
- Bálvány (1963)
- Nyáron egyszerű (1963)
- Karambol (1964)
- Miért rosszak a magyar filmek? (1964)
- Háry János (1965)
- Fiúk a térről (1967)
- A veréb is madár (1968)
- Alfa Rómeó és Júlia (1968)
- Pokolrév (1969)
- Az idők kezdetén (1975)
- A mérkőzés (1981)
- Macskafogó (1986) - Kifosztott bácsi hangja
- Az erdő kapitánya (1988) - Kerek erdő portása hangja
- Vili, a veréb (1989) - Portás hangja
- Sárkány és papucs (1989) - Kerekasztal második lovagja
- Evita (1996)

### Tévéfilmek
- Só Mihály kalandjai (1970)
- A fekete város 1-7. (1971)
- Megtörtént bűnügyek (1973)
- Kérem a következőt! I-III. (1974-1983) - Harkály / Sakál / 7-es ló
- Pom Pom meséi I-II. (1980-1981) - további szereplő
- A nagy ho-ho-horgász I-II. (1982-1984) - Állatkerti őr / Kéményseprő / Süket öregember
- Micike és az Angyalok (1987)
- Freytág testvérek (1989)
- A főügyész felesége (1990)
- A nagy ho-ho-ho-horgászverseny (1990) - Kopasz sporthorgász / Mogorva kopasz / Villamos sofőr
- Kutyakomédiák (1992)
- Devictus Vincit (1994)
- Rasputin (1996)
- Szomszédok (1987-1999)

### Szinkron
- 1957: Búcsú a fegyverektől - (1. szinkron, 1977-ben) Mentőkocsi vezető
- 1971: Ágygömb és seprűnyél - Greer kapitány
- 1971: Hegedűs a háztetőn - (1. szinkron, 1990-ben) Rabbi
- 1973: Különben dühbe jövünk (1. szinkron, 1982-ben) - Jeremiás
- 1980: Szuperzsaru - Silvius
- 1981: Kincs, ami nincs - Brady bácsi
- 1983: Legyetek jók, ha tudtok - Borromei Károly bíboros
- 1985: A gumimacik - további szereplő
- 1985: Az elsüllyedt világok - (1. évadban)
- 1986: Krokodil Dundee - (2. szinkron) Con / Hajléktalan
- 1987: Kacsamesék - további szereplő
- 1987: Űrgolyhók - Pap
- 1988: Roger nyúl a pácban
- 1990: Csengetett Mylord - kintornás
- 1991: A szépség és a szörnyeteg - Könyvtáros
- 1995: Casino - (1. szinkron,  1996-ban) Piscano sógora
- 1996: Zűr az űrben - Pszichiáter
- 1999: Toy Story – Játékháború 2. - Geri, a játékjavító